# ステファニー・エギンク
ステファニー・エギンク（Stephanie Eggink、1988年7月12日 - ）は、アメリカ合衆国の女性総合格闘家。フロリダ州マイアミ出身。グレイシー・タンパ所属。

## 来歴

### ボクシング
2007年、アマチュアボクシング全米選手権フェザー級王者。
プロボクシングで1戦して総合格闘技へ転向した。

### 総合格闘技
アマチュアで試合経験を積んで（3勝1敗）プロへ転向。
2011年6月25日、プロデビュー戦。
2014年9月6日、Invicta FC 8でカティア・カンカーンパとInvicta FCストロー級王座決定戦で対戦し、5ラウンド逆転のダースチョークで一本負け。Invicta FCのファイト・オブ・ザ・ナイトを受賞した。

## 戦績
| 総合格闘技 戦績 | 総合格闘技 戦績 | 総合格闘技 戦績 | 総合格闘技 戦績 | 総合格闘技 戦績 | 総合格闘技 戦績 | 総合格闘技 戦績 |
| --------------- | --------------- | --------------- | --------------- | --------------- | --------------- | --------------- |
| 7 試合          | (T)KO           | 一本            | 判定            | その他          | 引き分け        | 無効試合        |
| 4 勝            | 0               | 2               | 2               | 0               | 0               | 0               |
| 3 敗            | 2               | 1               | 0               | 0               | 0               | 0               |

| 勝敗 | 対戦相手                       | 試合結果                 | 大会名                                                               | 開催年月日    |
| ×    | アンジェラ・ヒル               | 2R 2:36 KO（パンチ）     | Invicta FC 16: Hamasaki vs. Brown                                    | 2016年3月11日 |
| ×    | カティア・カンカーンパ         | 5R 2:03 ダースチョーク   | Invicta FC 8: Waterson vs. Tamada 【Invicta FCストロー級王座決定戦】 | 2014年9月6日  |
| ○    | アンジェラ・マガーニャ         | 2R 3:10 三角絞め         | XFC 25: Boiling Point 【XFC女子ストロー級王座決定戦】                | 2013年9月6日  |
| ○    | ブリアンナ・ヴァン・ビューレン | 5分3R終了 判定3-0        | XFC 23: Louisville Slugfest                                          | 2013年4月19日 |
| ○    | ヘザー・ジョー・クラーク       | 5分3R終了 判定3-0        | XFC 21: Night of Champions 2                                         | 2012年12月7日 |
| ×    | カリーナ・メデイロス           | 1R 0:07 KO（パンチ）     | EB: Beatdown at 4 Bears 10                                           | 2012年3月31日 |
| ○    | トリシャ・クラーク             | 1R 2:21 腕ひしぎ十字固め | Crowbar MMA: Rumble at the Fair                                      | 2011年6月25日 |

## 獲得タイトル
- アマチュアボクシング全米選手権 女子フェザー級 優勝（2007年）
- XFC女子ストロー級王座（2013年）

## 表彰
- Invicta FC ファイト・オブ・ザ・ナイト（1回）